# La Frénaye
La Frénaye är en kommun i departementet Seine-Maritime i regionen Normandie i norra Frankrike. Kommunen ligger i kantonen Lillebonne som tillhör arrondissementet Le Havre. År 2022 hade La Frénaye 2 079 invånare.

## Befolkningsutveckling
Antalet invånare i kommunen La Frénaye
| Referens: INSEE |